# Oposição (xadrez)
Oposição, no enxadrismo, é um conceito relacionado à posição que os reis mantêm entre si, especialmente nos finais de partidas. Quando a distância entre os reis é de somente uma casa, o jogador que jogou por último "tem a oposição".